# Vista Alegre (Metro de Lima y Callao)
Vista Alegre es el nombre asignado a la vigesimoquinta futura estación de la línea 2 del Metro de Lima y Callao, en Perú. La estación será construida de manera subterránea en el distrito de Ate. Según el Consorcio de la Línea 2, se espera que se inaugure entre marzo o junio del 2024. Sin embargo, por parte del MTC, dijo que se abriría en 2026 con las demás estaciones de la etapa 1-B. Por lo que, no se sabe si se abre en 2025 o 2026.
El 14 de agosto de 2020, el Ministerio de Transportes y Comunicaciones (MTC) entregó los terrenos ubicado en la intersección de la carretera Central y la avenida Vista Alegre. El 21 de agosto de 2020, la Autoridad de Transporte Urbano para Lima y Callao anunció el inicio de las obras de la Estación Vista Alegre. En abril de 2024, se informó que las obras civiles de la estación se encuentra culminada y actualmente se encuentra en trabajos en la arquitectura y el equipamiento ferroviario.
Estará ubicada en la Carretera Central cerca de la avenida Vista Alegre.